# Erpel (Männchen)

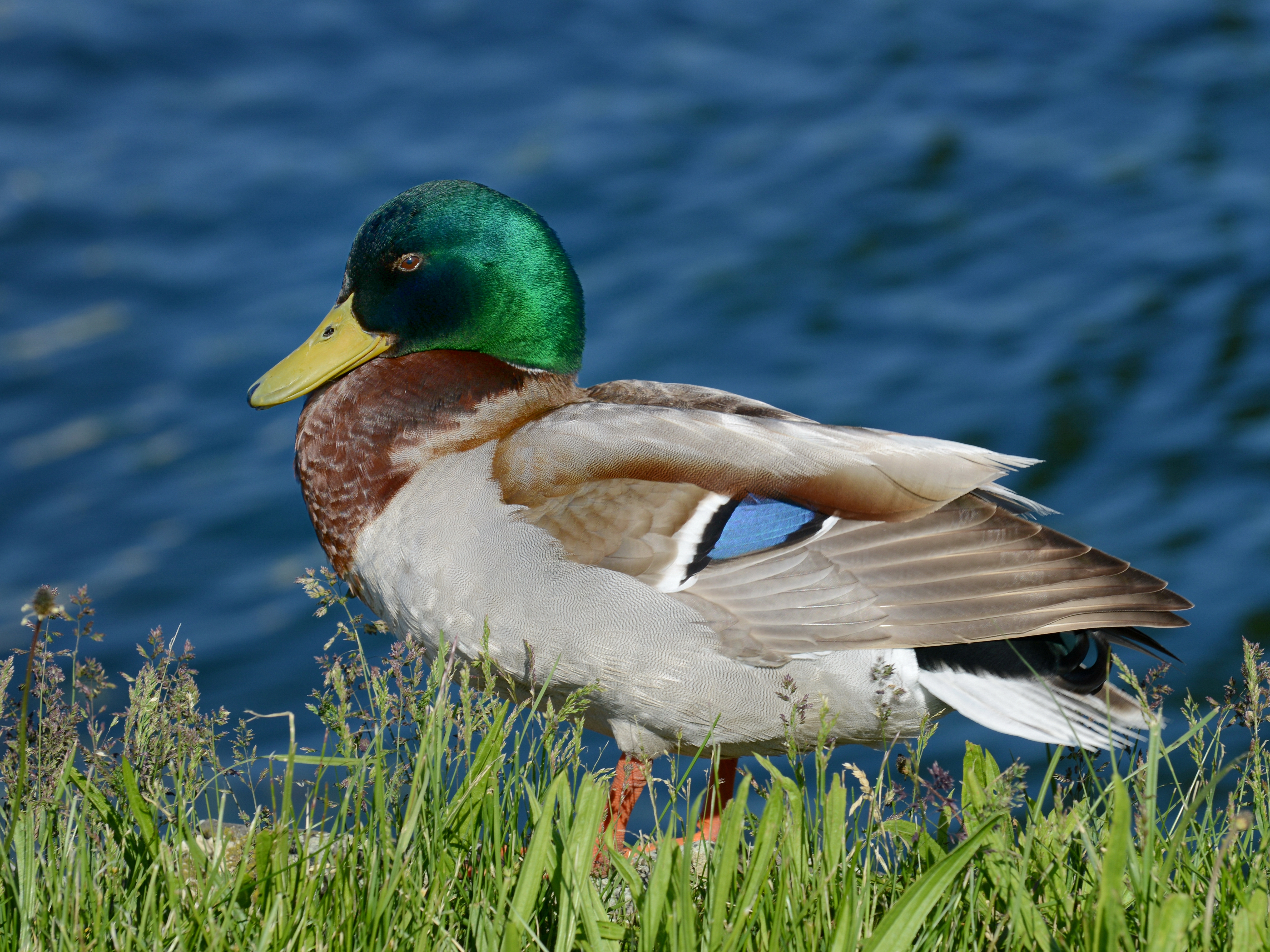
Erpel der Stockente

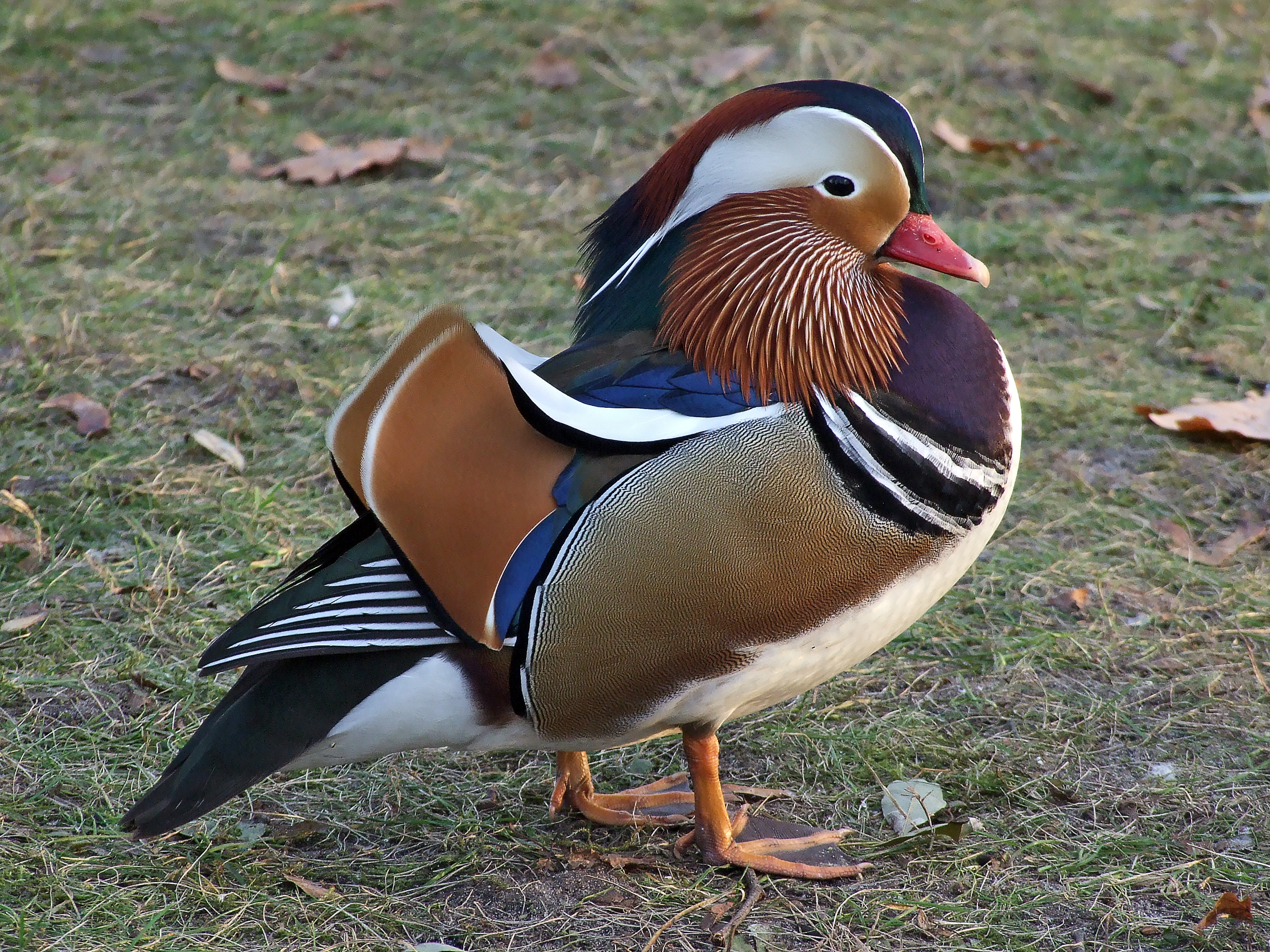
Erpel der Mandarinente

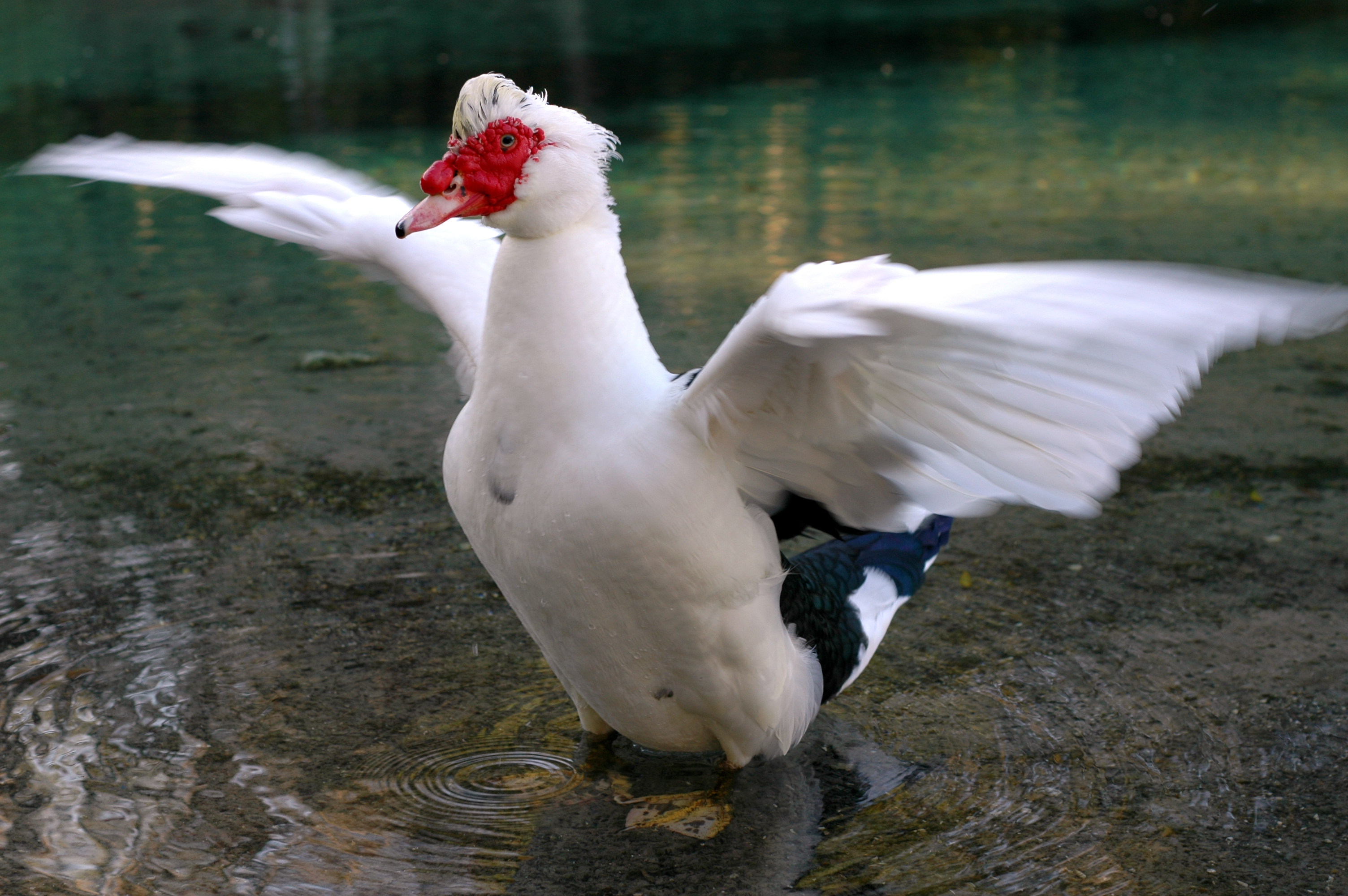
Erpel der Warzenente

Erpel oder Enterich werden die männlichen Enten genannt.

## Wortherkunft und Bedeutung
Der erste Nachweis der Übernahme des Wortes aus dem Niederdeutschen findet sich Ende des 15. Jahrhunderts in Magdeburg.
„Erpel“ stammt ursprünglich aus dem Flämischen und bedeutet „von dunkler Farbe“, womit der Enterich nach seiner Federfarbe benannt wurde. Andere Deutungen verweisen auf eine Koseform der Personennamen altsächsisch Erpo und althochdeutsch Erpho ‚der Braune, Dunkle‘, da in niederdeutschen Mundarten Gerd und Aleid (Gerhard und Adelheid) noch heute für „Gänserich“ und „Gans“ genutzt werden.

## Verbreitung
Nach dem digitalen Wörterbuch der deutschen Sprache ist das Wort „Erpel“ ein vor allem in Norddeutschland üblicher Begriff, der durch niederländische Siedler eingeführt und später durch die Jägersprache allgemein verbreitet wurde.
Jacob und Wilhelm Grimm führten in ihrem Deutschen Wörterbuch (III, 937) noch an, dass in einigen Teilen Deutschlands (wie in Pommern, Braunschweig, Niederhessen und Waldeck) der Begriff „Erpel“ für alle männlichen Enten, in anderen Teilen, wie in Hannover, durch die Jäger nur für die männliche Wildente genutzt wurde.